# Ilex kinabaluensis
Ilex kinabaluensis är en järneksväxtart som beskrevs av S. Andrews. Ilex kinabaluensis ingår i släktet järnekar, och familjen järneksväxter. Inga underarter finns listade i Catalogue of Life.